# کلشچنگتس
کلشچنگتس (به لهستانی:  Kleszczyniec) یک روستا در لهستان است که در گمینا چارنا دانبرووکا واقع شده‌است.
 کلشچنگتس  ۲۶۵ نفر جمعیت دارد.